# М’Байро, Абакар
Абакар М’Байро (род. 13 января 1961) — чадский дзюдоист, участник летних Олимпийских игр 1992 года.

## Биография
Абакар М’Байро принимал участие в летних Олимпийских играх 1992 года в Барселоне. Чадский дзюдоист выступал в полусредней весовой категории (до 78 кг). По результатам жеребьёвки М’Байро стартовал на Играх сразу со второго раунда. Первым соперником Абакара стал американец Джейсон Моррис. Поединок продолжался всего 25 секунд и закончился досрочной победой американского дзюдоиста. Благодаря тому, что Моррис смог дойти до финала М’Байро получил ещё один шанс побороться за бронзовую награду. В первом раунде утешительного турнира чадский дзюдоист встретился с Шарипов Вараевыв, который в Барселоне выступал в составе Объединённой команды. Как и в основном турнире схватка закончилась досрочным поражением Абакара М’Байро. Продолжительность поединка составила 1:43. По итогам олимпийского турнира М’Байро занял 13-е место.
После окончания спортивной карьеры возглавлял национальную сборную Чада по дзюдо, а также снялся в эпизодической роли в фильме «Григри» — участнике конкурсной программы Каннского кинофестиваля 2013 года.